# Ekranoplano

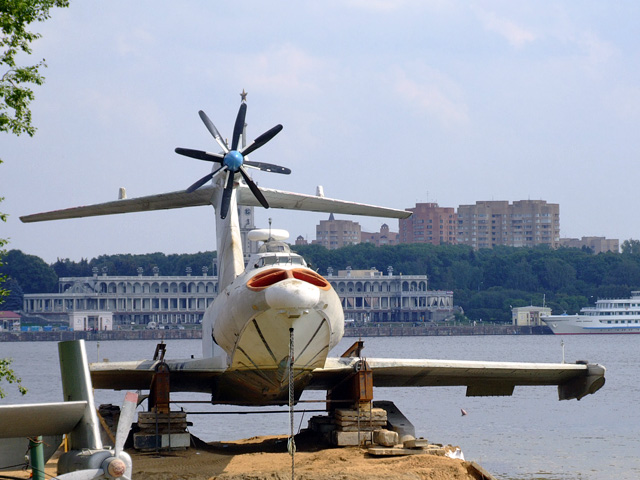
Il modello A-90 Orlyonok.

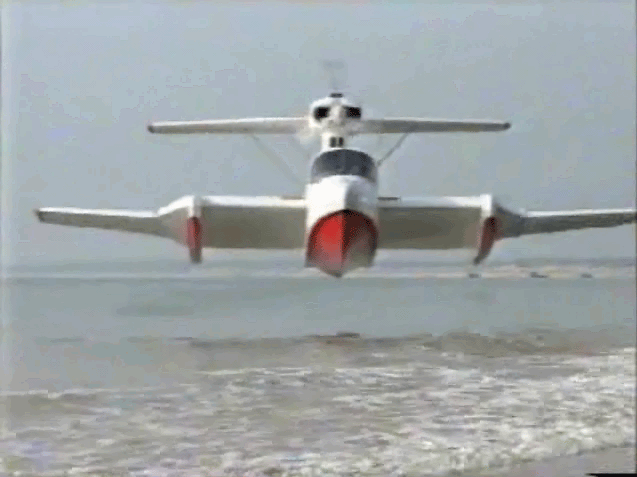
Un modello di Sea Eagle.

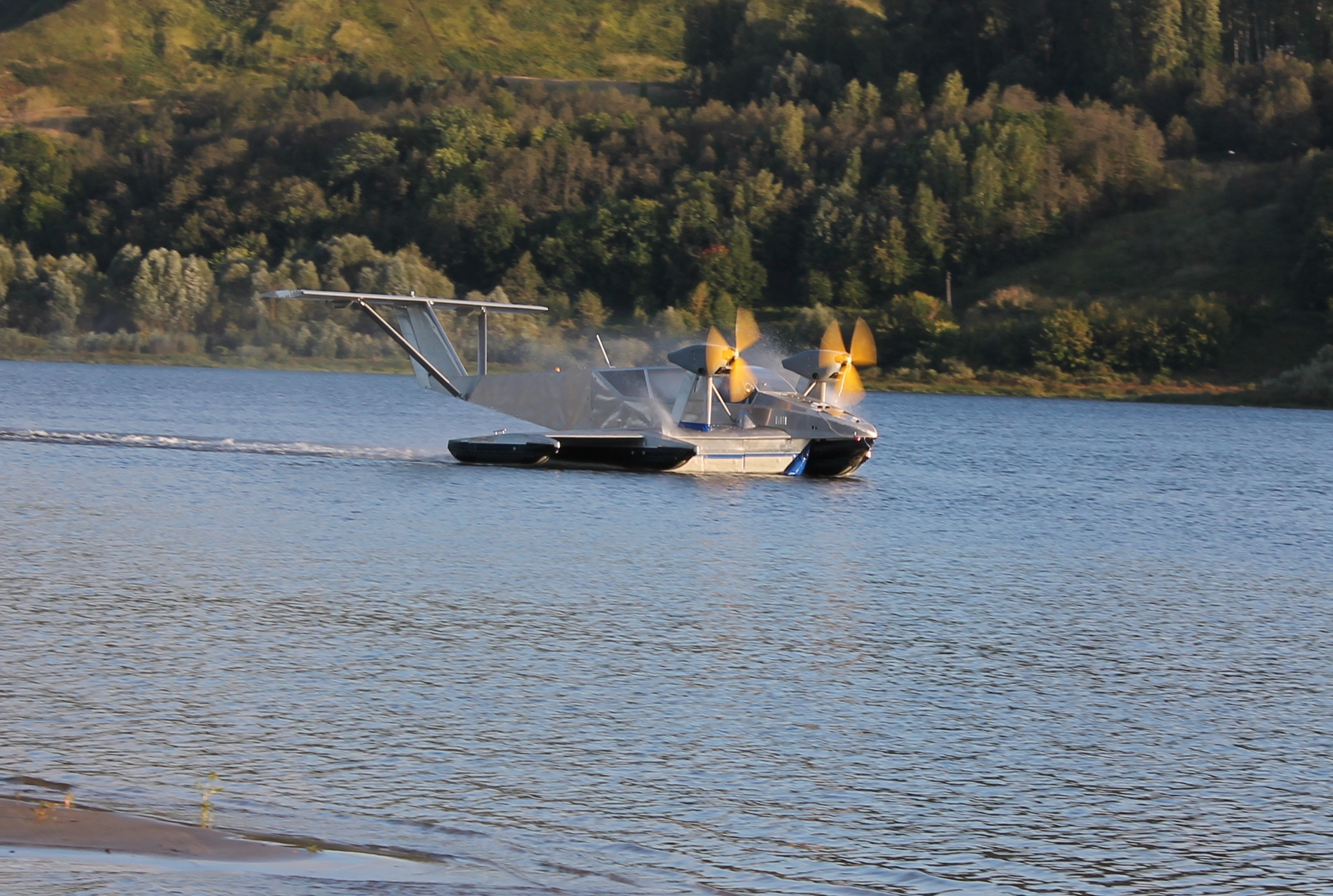
Il modello Tungus

L'ekranoplano è una classe di aerodine che si possono considerare come l'anello di congiunzione tra l'idrovolante e l'aliscafo.
Questo tipo di aeromobile si muove volando a pochi metri dalla superficie (in genere sull'acqua), sfruttando l'effetto suolo per il sostentamento. Una volta che il mezzo ha accelerato fino ad una certa velocità, si sviluppa sotto di esso un cuscino d'aria dinamico. È anche noto come WIG (Wing In Ground effect), Ala a effetto suolo o GEV (Ground Effect Vehicle) Veicolo a effetto suolo, quest'ultimo il termine più generico.

## Origine del termine
Il termine ekranoplano è l'adattamento dal russo del termine экраноплан, ekranoplan, letteralmente "schermoplano". Infatti questo particolare tipo di velivoli, che sembrano grandi idrovolanti caratterizzati da ali tozze e da giganteschi piani di coda, venne sviluppato dai sovietici a partire dagli anni cinquanta. Il loro inventore fu l'ingegnere navale sovietico, Rostislav Evgenevič Alekseev. Allo sviluppo contribuì anche Roberto Bartini, nato a Nagykanizsa nell'odierna Ungheria, crebbe a Fiume allora territorio dell'Impero austro-ungarico, studiò al Politecnico di Milano, iscritto al Partito Comunista d'Italia fu costretto durante il fascismo ad emigrare nell'Unione Sovietica nel 1923 per motivi politici, dove il Consiglio superiore dell'economia e quello militare rivoluzionario approvarono allora la nomina di Bartini a costruttore capo responsabile e direttore di un proprio OKB (Opytnoe Konstruktorskoe Bjuro, ufficio di progettazioni sperimentali), dove sviluppò progetti di diversi idrovolanti tra cui il Bartini-Beriev VVA-14, idrovolante VTOL che combinava le caratteristiche degli ekranoplani.
Parallelamente negli Stati Uniti, l'ingegnere aeronautico tedesco Alexander Lippisch, iniziò a lavorare sullo stesso concetto, partendo però dall'aria e non dall'acqua, come il suo omologo sovietico. Questi sviluppò una serie di velivoli, nettamente più piccoli, che sfruttavano lo stesso principio, e che vennero definiti WIG (Wing In Ground effect), Ala a effetto suolo.
A Roberto Bartini, Alexeev Rostislav Evgenievich e Alexander Martin Lippisch, si aggiunse anche il tedesco Gunther Jörg.
Il termine WIG e il termine ekranoplano sono comunque spesso usati come sinonimi. Oggi si è affiancato ai due termini l'acronimo GEV (Ground Effect Vehicle), Veicolo a effetto suolo, per indicare un qualunque mezzo che sfrutti l'effetto suolo per migliorare la sua efficienza. Esistono poche ditte che producono piccole versioni di WIG/Ekranoplani, al più capaci di 10 passeggeri, ma c'è comunque sempre un certo interesse all'uso dell'effetto suolo per migliorare l'efficienza di aerei o imbarcazioni. Se un ekranoplano, nelle intenzioni degli sviluppatori, combina le qualità di velocità degli aerei con la capacità di trasporto delle navi, una tappa intermedia può essere costituita da aerei che sfruttano l'effetto suolo nel volo a bassa quota, o in catamarani/trimarani che godono in movimento di una certa portanza, grazie all'ausilio di superfici portanti. Tutti questi "ibridi" vengono classificati come GEV.

## Sviluppi: il programma KM
Il programma KM venne portato avanti dall'Unione Sovietica a partire dal 1963. Il primo mezzo di questo tipo, il KM-1 ("Caspian Sea Monster", Mostro Marino del Mar Caspio, soprannome datogli dai servizi segreti statunitensi), "volò" per la prima volta nel 1966. Questo fu la base sulla quale venne sviluppato il primo schermoplano appositamente progettato per la produzione in serie, l'A-90 Orlyonok. Questo, costruito in soli 3/4 esemplari, entrò effettivamente in servizio con la Marina Sovietica.
Un'ulteriore versione, il Lun, venne costruito a partire dal 1987. Si trattava di uno schermoplano armato con sei missili antinave, posti sul dorso della fusoliera. Ne venne costruito un solo esemplare, con un altro mai completato.
Tutto il programma venne cancellato nel 1992, in seguito al crollo dell'URSS e alla conseguente crisi economica.
Fonti di stampa del 2008 hanno riportato notizie circa l'intenzione di riprendere lo sviluppo della tecnologia sia negli Stati Uniti (Boeing, progetto "Pelican") sia in Russia e in Germania.